# Bataille de la Mozgawa
La bataille de la Mozgawa, du nom de la rivière traversant le champ de bataille, s’est déroulée le 13 septembre 1195 en Cujavie (Pologne). 
À la suite de la mort inopinée de Casimir II le Juste le 5 mai 1194, son fils aîné Lech le Blanc lui succède à Cracovie et devient aussi duc de Mazovie et de Cujavie. Mieszko III le Vieux, ambitionnant de monter sur le trône de Cracovie, ouvre les hostilités en envahissant la Cujavie qu’il offre à son fils Boleslas.  
L’armée de Petite-Pologne formée des partisans du jeune Lech le Blanc, soutenue par des troupes russes du prince Roman de Halicz, se met en marche et part à la rencontre de l’armée de Grande-Pologne du duc Mieszko III le Vieux et de ses alliés silésiens (Mieszko IV Jambes Mêlées et Iaroslav d’Opole). Les deux armées se retrouvent face-à-face sur les rives d’une petite rivière de Cujavie, la Mozgawa (pl).  
Au début de la bataille, les troupes de Lech le Blanc prennent l’avantage, mais en fin de journée, les Silésiens réussissent à retourner la situation au profit de Mieszko III sans que cela permette à celui-ci de prendre un avantage significatif, chaque camp restant finalement sur ses positions, faute de combattants. 
C'est une des batailles les plus sanglantes de l’époque du démembrement féodal en Pologne (Mieszko III lui-même y a été blessé, son fils Boleslas de Cujavie y a été tué). Elle contribue à approfondir les divergences et à nourrir les rancunes entre les différents ducs polonais, accélérant ainsi le morcellement du territoire.